# Heinrich Salzmann (Architekt)

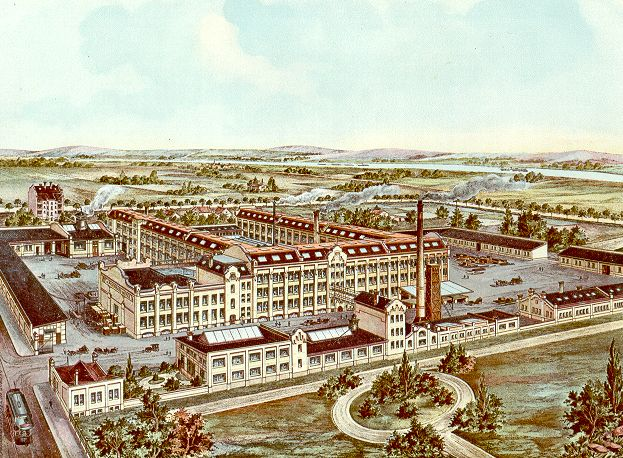
Der Salzmannbau, 1904

Heinrich Salzmann (* 19. Juli 1864 in Eisenach; † 25. Oktober 1941 in Düsseldorf) war ein deutscher Architekt, dessen bekanntestes Werk der Salzmannbau der Jagenberg AG in Düsseldorf ist.

## Leben
Salzmann war spätestens ab 1896 in Düsseldorf selbständig tätig und offenbar bereits auf Industriebauten spezialisiert. Ab 1904 arbeitete er mit dem Architekten Ganzlin zusammen, das Architekturbüro firmierte unter Salzmann und Ganzlin.
Von 1912 bis 1922 war Salzmann als Stadtverordneter in der Düsseldorfer Kommunalpolitik aktiv.
Er war Mitglied im Bund Deutscher Architekten (BDA) und im Architekten- und Ingenieurverein zu Düsseldorf.

## Werk

### Bauten (unvollständig)

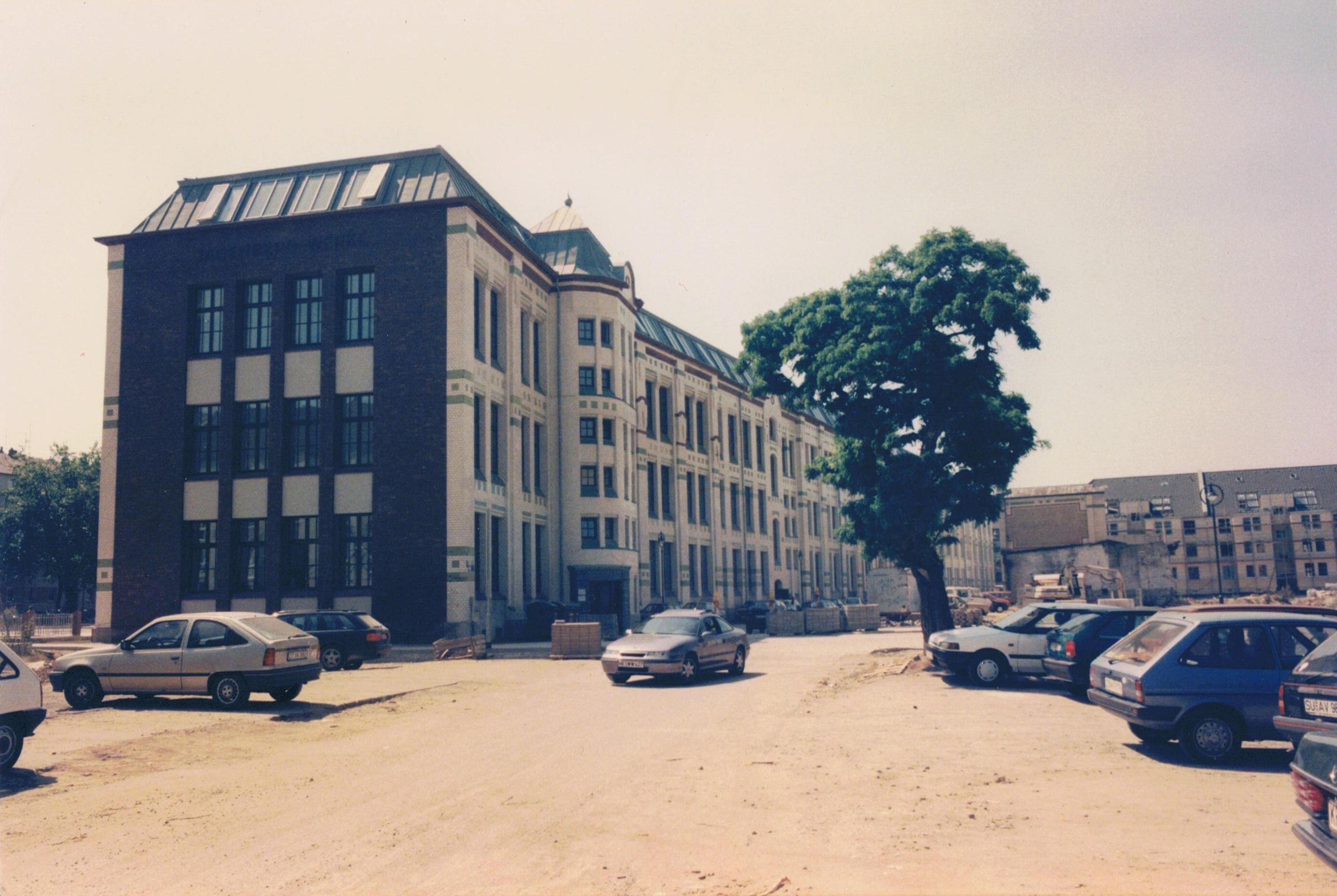
Die Salzmannbauten während der Umnutzung 1994

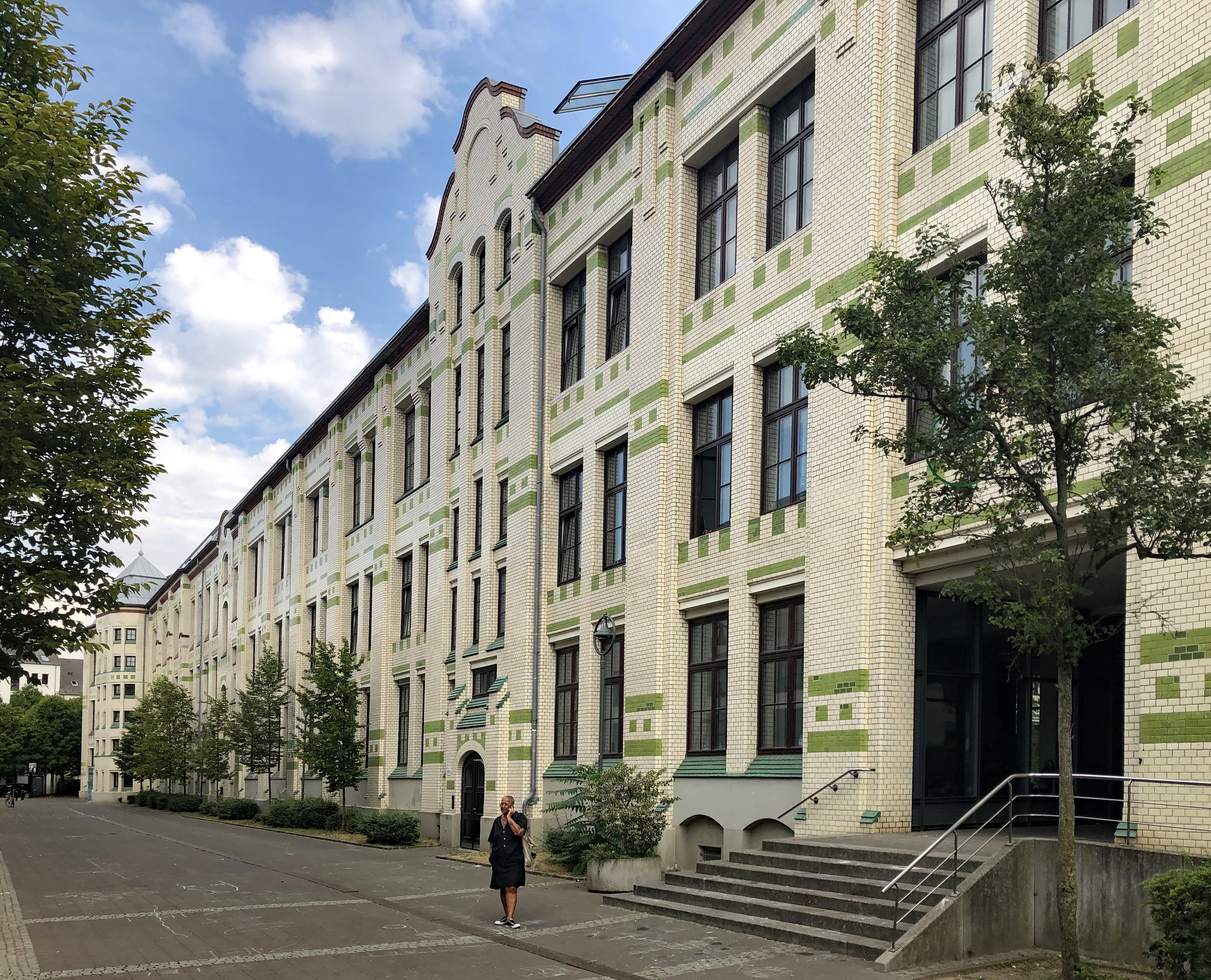
Salzmannbau, Himmelgeister Straße 107b bis 107a (2020)

Der Schwerpunkt der Arbeit von Salzmann (und Ganzlin) lag bei Planung und Bau von großen Industrie- und Gewerbebauten, von denen heute einige unter Denkmalschutz stehen. Sein bekanntestes Projekt ist der Neubau des Industriekomplexes für die Firma Jagenberg in Düsseldorf-Bilk, die Jagenberg-Fabrik. Das denkmalgeschützte Hauptgebäude trägt heute den Namen Salzmannbau. Max Jagenberg schrieb dazu 1928: „Wir ließen uns von der bekannten großen Fabrik-Baufirma Salzmann & Ganzlin in Düsseldorf für einen großen Industriehof Pläne ausarbeiten, in dem unsere ganze Fabrikation untergebracht werden konnte, aber so, daß später etwa notwendig werdende Vergrößerungen leicht bewerkstelligt werde konnten.“
Da Industriebauten auch zu Salzmanns Zeiten oft kurzlebig waren und nur selten publiziert wurden, sind bislang nur relativ wenige seiner Bauten und Projekte bekannt.
- 1896–1899: Geschäftshaus der Eisengießerei und Maschinenfabrik de Fries & Co. AG in Düsseldorf-Mitte
- 1900–1901: Fabrikanlage der Eisengießerei und Maschinenfabrik de Fries & Co. AG in Düsseldorf-Heerdt
- bis 1904: Fabrikanlage der Benrather Maschinenfabrik AG in Düsseldorf-Benrath
- 1904, 1905, 1910, 1913, 1927–1928 (in mehreren Bauabschnitten): Fabrikgebäudekomplex der Jagenberg AG (heute Salzmannbau genannt) in Düsseldorf, Himmelgeister Straße 107 (1994 umgenutzt, unter Denkmalschutz, genutzt u. a. als „Bürgerhaus Bilk“)
- vor 1905: Wohnhaus für den Unternehmer Wilhelm de Fries in Düsseldorf, Haroldstraße 8
- Betriebsgebäude der Eisengießerei Louis Soest & Co. GmbH
- 1906: Wohnhaus Benrodestraße 54 in Düsseldorf-Benrath (unter Denkmalschutz)
- 1907: Wasserturm für das Unternehmen Thompson's Seifenpulver in der Lutherstadt Wittenberg, Dessauer Straße 13 (unter Denkmalschutz)
- 1908: „Arnoldshof“ (Fabrikanten-Villa bzw. Gutshof mit Stallungen) für das Unternehmen L. & C. Arnold in Kempen (Niederrhein)
- 1913–1915: Seifenfabrik der Großeinkaufs-Gesellschaft Deutscher Consumvereine mbH (GEG) in Düsseldorf, Hamburger Straße 5, am Hafenbecken C (später erweitert, seit 1995 unter Denkmalschutz)
- 1923: Kraftwerk der Osnabrücker Kupfer- und Drahtwerke AG in Osnabrück

### Schriften
- Industrielle und gewerbliche Bauten. Speicher, Lagerhäuser und Fabriken. 3 Bände. Vereinigung wissenschaftlicher Verleger Walter de Gruyter & Co., Berlin, Leipzig, 1911ff. (mehrere Auflagen bis mindestens 1921).